# Nationaal park Cozia
Nationaal park Cozia (Roemeens: Parcul Național Cozia) is een nationaal park in Roemenië (in district Vâlcea, gemeentes Racoviţa, Perișani en Băile Olăneşti). Het park werd opgericht in 2000 en is  167,21 vierkante kilometer groot. Het landschap bestaat uit bergen in het centraal-zuidelijke deel van de Zuidelijke Karpaten aan de middenloop van de Olt. Sinds 2017 maken de beukenbossen in het park deel uit van het Unesco-Werelderfgoed Oude en voorhistorische beukenbossen van de Karpaten en andere regio's van Europa.